# میهو، ایباراکی
میهو، ایباراکی (به لاتین: Miho, Ibaraki) یک منطقهٔ مسکونی در ژاپن است که در Inashiki District واقع شده‌است. میهو، ایباراکی ۶۶٫۶۱ کیلومترمربع مساحت و ۱۵٬۹۱۱ نفر جمعیت دارد.